# Historia del remo
El origen del remo como forma de propulsar una embarcación es muy antiguo y desconocido. Se sabe de embarcaciones movidas por remos en el Antiguo Egipto, en el Nilo y en Grecia con los trirremes, por ejemplo. Pero se considera que el remo como deporte nació en Gran Bretaña durante el siglo XVII, como una actividad reservada a la alta nobleza de la sociedad británica y posteriormente de otros países de Europa.
Durante los siglos siguientes el remo ha ido evolucionando mucho, introduciéndose tecnologías nuevas para la construcción de los botes y remos, así como una gran evolución en la técnica usada por los remeros. Además el remo comenzó a llegar a todos los niveles de la sociedad, incluida la mujer desde hace aproximadamente un siglo. Actualmente es un deporte extendido a la mayor parte de los países de Europa, América, Asia, Oceanía y África, donde está aún comenzando a practicarse.
El 25 de junio de 1892 se funda en Turín (Italia) la FISA para regular las normas y competiciones entre 5 de las federaciones de remo de Europa: Bélgica, Francia, Italia, Suiza y Adriática, convirtiendo al remo en el primer deporte con federación internacional.
El remo es un deporte que ha formado parte de los Juegos Olímpicos desde la segunda Olimpiada de la Era Moderna, los Juegos Olímpicos de París 1900, ya que en los primeros juegos, Atenas (1896) no se pudieron realizar las regatas en el puerto del Pireo por el gran viento que hizo. Desde entonces el remo ha sido parte del programa olímpico en todos los Juegos Olímpicos.

## Antecedentes del remo
Recibe su nombre de la herramienta usada para trasladar una embarcación sobre el agua. En este sentido el remo es una práctica milenaria que se ha usado para el comercio, el transporte, la guerra, llegando al punto de vista puramente deportivo.
Los orígenes del remo son, por tanto, poco conocidos. La idea de que un tronco con remos puede ser movido sobre el agua se puede situar entre la Edad de Piedra y la Edad del Hierro, y aunque no se conoce de ninguna competición entre embarcaciones en esa época es posible que las hubiera dado el carácter competitivo del ser humano.
Posteriormente se tiene constancia de embarcaciones movidas con remos en el Nilo en el Antiguo Egipto, y se mencionan en los primeros poemas homéricos. En Egipto hay documentos y dibujos de embarcaciones a remo sobre el Nilo, y se conoce de competiciones entre distintas embarcaciones acompañando al Faraón.

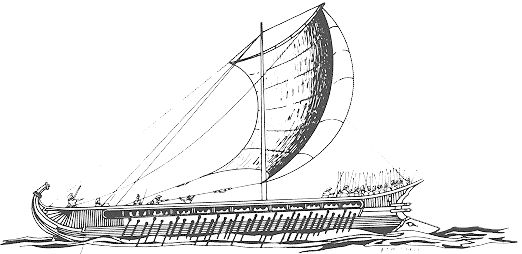
Un trirreme griego.

En Grecia, en el año 406 a. C., durante la guerra del Peloponeso se libró la batalla naval Arginusas entre Atenas y Esparta. En ella los espartanos perdieron 73 y los atenienses 25 naves de las denominadas trirremes.
Además se tiene la certeza de la existencia de regatas de Trirremes en la época de la Grecia Clásica. Platón relata las regatas del Pireo, y en la obra de Publio Virgilio Marón (406 a. C.), la Eneida, también se describe una regata. En el Imperio Romano aparecen las galeras, donde los galeotes remaban porque habían sido condenados a galeras.
Se cree que la primera regata (competición náutica) de la que se tiene certeza era de una que se realizaba en Italia. De hecho la palabra regata tiene su etimología en la palabra latina “regattare”, que significa concursar para obtener el premio.
Venecia es en cierta medida cuna del remo, ya que en torno al siglo X, la fiesta de la Candelaria movilizaba a muchos venecianos a una ceremonia presidida por el Dux en la que doce muchachas recibían una importante dote de dinero del Tesoro. Pues ocurrió una vez que unos piratas croatas raptaron a las muchachas junto con el dinero. Entonces un grupo de venecianos comenzaron a perseguir a los piratas en embarcaciones, dando finalmente caza a los secuestradores, liberando a las muchachas y el recuperando el dinero. Desde entonces se empezó a celebrar una regata donde las góndolas compiten por importantes premios en metálico. La primera de estas regatas data de 1315.

## Gran Bretaña. El remo como deporte
La verdadera evolución del remo como deporte propiamente dicho, se puede situar en Gran Bretaña en un periodo que abarca desde el siglo XVII al XIX. Por aquellos tiempos en Inglaterra se sabe de la existencia de alrededor de 40.000 barqueros (watermen) que se ganaban la vida trabajando en el Río Támesis entre Windsor y Gravesend. Los ríos ingleses ofrecían una alternativa muy importante a los caballos y carros que circulaban por los caminos, muchas veces impracticables debido al mal tiempo.
Entre los "Watermen", lógicamente se fue creando un clima de competición entre unos y otros, ya que los clientes buscaban barqueros más rápidos. Gracias a esto se empezaron a realizar competiciones entre los watermen profesionales y los jóvenes aprendices de la región, normalmente con premios en especie.

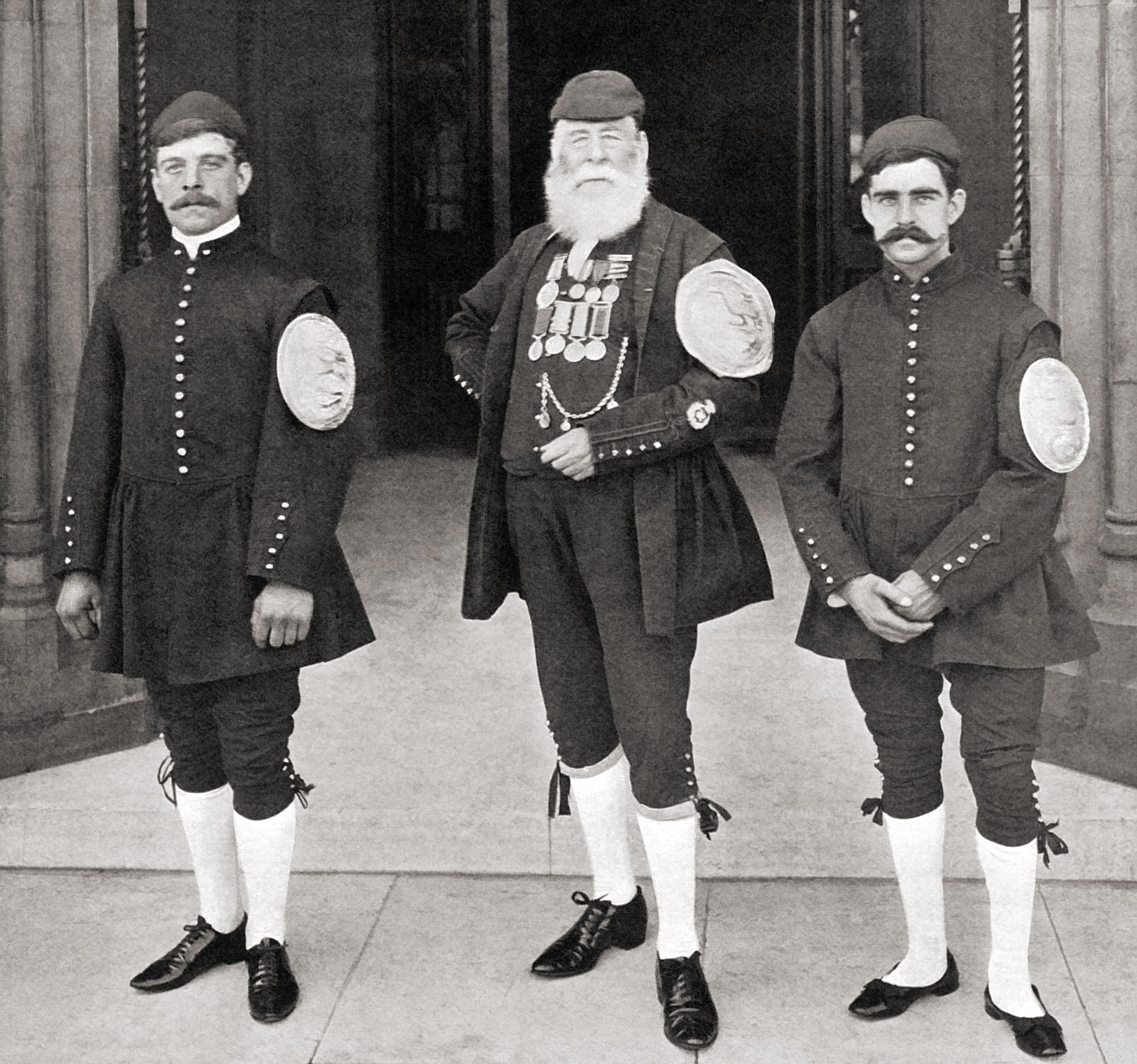
Los ganadores de la edición de 1901 de la Doggett's Coat and Badge.

Se cuenta que una noche, el actor Thomas Dogget que se había retrasado en la "Taberna del Cisne", cerca del puente de Londres, tuvo muchas dificultades para encontrar un barquero que le cruzara el Támesis, que estaba muy agitado por el viento. Resultó que un joven que acababa de terminar su aprendizaje como "watermen", de tres años de duración, le embarcó y cruzó el Támesis. Entonces Thomas tuvo la idea de fundar una regata que consagrara cada año al mejor barquero de Londres. La primera regata se celebró en 1716 y se ha perpetuado hasta nuestros días con el nombre de Doggett's Coat and Badge.
Los primeros clubes de remo se fundaron en la ciudad por jóvenes deportistas amateurs que utilizaban el mismo tipo de embarcaciones que los "watermen". Solían llamar al club con el nombre de la embarcación que usaban, como es el caso de una de las más prestigiosas sociedades de remo de Londres aún en nuestros días, el "Leander Club".
Un importante paso para el desarrollo del remo se dio en 1793, cuando el Colegio Eton inauguraba sus "cursos de remo". La Universidad de Oxford siguió su ejemplo en 1815. Con esto fueron surgiendo las primeras competiciones escolares y universitarias. Concretamente, una de las más famosas regatas del mundo, la Regata Oxford-Cambridge, tuvo su primera edición en 10 de junio de 1829, ante más de 20.000 espectadores. El éxito de esta regata motivó a los remeros de Henley a realizar su propia regata, que desde 1851 conocemos como Henley Royal Regatta. Empezó llamándose Grand Challenge Cup, y estaba reservada a equipos de ocho remeros, (hasta entonces eran de seis remeros). Con el paso del tiempo irán surgiendo categorías de diferente número de tripulantes.

## Expansión del remo y avances tecnológicos
El remo era un deporte cada vez más conocido internacionalmente, hecho que se ve reflejado en la creación de muchos clubes sobre todo en Europa. Concretamente en España, en sus inicios el remo era un deporte de carácter local y sin unas normas fijas ni organizaciones específicas. En España la práctica del remo siguió dos caminos.
Por un lado aparece el remo de banco fijo, como resultado de la tradición marinera en los pueblos del norte de la península, (País Vasco, Santander, Asturias y Galicia). Por otra parte, el remo de banco móvil, entra en España como consecuencia del auge del remo a nivel europeo. Ya en 1821 se tienen noticias de las actividades realizadas por el Real Club de Regatas de Barcelona. La expansión del remo a otros países influye en el deporte permitiendo que se vayan introduciendo mejoras en la técnica y la tecnología, construyéndose embarcaciones cada vez más ligeras, rápidas y eficientes. La técnica también sufre cambios que van a permitir a los remeros aprovechar mejor sus capacidades para remar más eficientemente.
En el campo de la mejora tecnológica hay que mencionar que en 1828, un carpintero inglés llamado Ridley construye un soporte de madera para colocar la chumacera, (que es la pieza donde se apoya el remo permitiendo que realice la palada). Poco después, en 1830, Frank Emmet sustituye la madera de esta pieza por acero, creando así el primer outrigger, que quiere decir soporte del remo fuera de la borda, conocido en España como portante. En los años 40, Harry Clasper, de New Castle, construye el primer bote para cuatro remeros con la superficie del barco totalmente lisa, sin tablillas ni quilla. En 1854, el alemán Rettich fabrica el primer remo de pala cóncava.
En 1857 se introduce el carro móvil de la mano del norteamericano John C. Babcock. En sus comienzos el movimiento del carro de popa a proa se limitaba a un pequeño recorrido de 10 a 15 cm. La innovación crea gran polémica entre los partidarios del carro fijo, ya que criticaban que al remero se le tuviera que ver elevar las rodillas por encima de la banda. Pero con el tiempo, al comprobar que se lograba más velocidad, el uso del carro se extiende y la discusión se centra en la mayor o menor longitud de las vías. A finales del siglo XIX era habitual la medida de 35 cm. En 1874 aparece la chumacera en la forma que la conocemos hoy, ideada por el americano Mike Davis. Hasta entonces el remo se sujetaba contra un tolete, (pivote sobre el que apoyar la caña del remo).
En 1879 surge en Inglaterra la Federación Inglesa de Remo, con el nombre de Metropolitan Rowing Association, que se separa por completo del remo profesional para centrarse en el remo deportivo. En 1882 cambia el nombre a Amateur Rowing Association. Es la primera asociación que crea unos reglamentos y se podría decir que sienta las bases del remo internacionalmente. Aunque como paradoja no fue admitida por la FISA durante algunos años. También en 1882 se crean en España dos clubes de remo: el Club Catalán de Regatas, hoy conocido como el Club Marítimo de Barcelona y el Real Club Mediterráneo de Málaga.
Al igual que en Inglaterra, comenzaron a surgir clubes de remo por toda Europa y Estados Unidos. La aparición de todas estas asociaciones y clubes provocó enseguida la creación de Federaciones nacionales, cada cual con sus propias normativas sobre las competiciones de remo. Esto condujo a un caos en la normativa del que era necesario salir.

## Nacimiento de la FISA
Tras una reunión celebrada en Turín el 25 de julio de 1892, en la que participaron cinco de las principales federaciones europeas (Bélgica, Francia, Italia, Suiza y Adriática), se creó la Federación Internacional de Sociedades de Remo (FISA), convirtiéndose en la primera federación internacional deportiva de la historia. La nueva federación se encargó de unificar el código y las normativas para todos los países y todas las competiciones que se celebraran.

## El remo: deporte olímpico

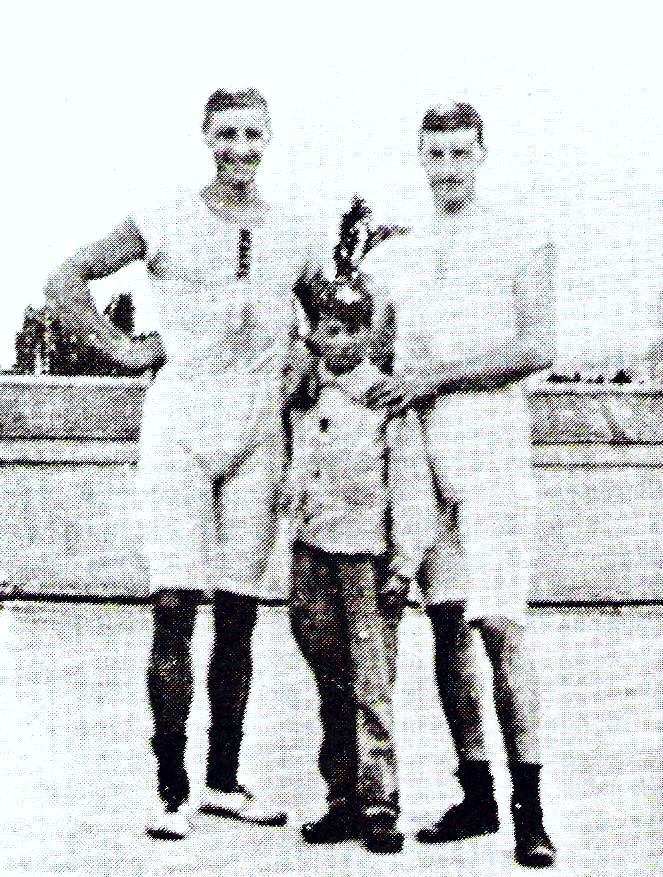
Equipo neerlandés de dos con timonel ganador en los Juegos Olímpicos de París 1900.

El barón de Coubertin era entusiasta del remo y este deporte figuró en el programa de los primeros Juegos Olímpicos modernos de 1896 en Atenas, aunque no se pudieron celebrar las regatas de remo a causa del mal tiempo en el puerto del Pireo. Por lo tanto las primeras competiciones olímpicas de Remo son las de París 1900.
Una de las causas de la importancia del remo a nivel deportivo es que desde las primeras olimpiadas estuviera incluido en el programa olímpico. En 1900, el remo se encontraba entre las quince modalidades olímpicas y con una participación de veinte países. En palabras de Pierre de Coubertin, el remo se puede definir como:

"Nadie se atrevería a negar al remo sus cualidades superiores desde el punto de vista mecánico e higiénico. Todos proclaman voluntariamente que se trata del más bello de los deportes, tanto por el placer de practicarlo como por sus efectos beneficiosos. Pero esta calificación es de orden sentimental. En este caso no ocurre nada de eso. El remero que utiliza embarcaciones perfeccionadas gracias a los progresos de la industria moderna, practica —dentro de las condiciones más favorables para sus pulmones— la gimnasia más completa que uno pueda imaginarse".
Pierre de Coubertin